# Yurena Díaz Castellano
Yurena Díaz Castellano (Las Palmas de Gran Canaria, 24 de febrer de 1993) és una jugadora de bàsquet espanyola.
Base, es formà en les categories inferiors del Club Baloncesto Islas Canarias, amb el qual debutà a la Lliga Femenina amb setze anys. La temporada 2015-16 jugà a la Lliga francesa amb el Lyon Basket i la següent a la Lliga polonesa amb el KGHM Polkowice. La temporada 2017-18 tornà a la competició estatal fitxant pel Sedis Bàsquet, amb el qual arriba a semifinals de la Liga Femenina i de la Copa de la Reina la temporada següent. Després de quatre temporades, fitxà per l'IDK Euskotren amb el qual ha guanyat dues Copes del País Basc (2022, 2023). Internacional amb la selecció espanyola en categories de formació, s'ha proclamat dues vegades campiona d'Europa sub-16 (2008, 2009), dues en sub-20 (2012, 2013), subcampiona en sub-18 (2010) i subcampiona del Món sub-19 (2011). També ha competit en la modalitat 3x3, proclamant-se campiona del Món sub-18 (2011) i, en categoria absoluta, ha participat al Campionat del Món de 2014 i als Jocs Europeus de 2019.